# St. Paul Park (Minnesota)
St. Paul Park es una ciudad ubicada en el condado de Washington en el estado estadounidense de Minnesota. En el Censo de 2010 tenía una población de 5279 habitantes y una densidad poblacional de 569,02 personas por km².

## Geografía
St. Paul Park se encuentra ubicada en las coordenadas 44°50′8″N 92°59′39″O / 44.83556, -92.99417. Según la Oficina del Censo de los Estados Unidos, St. Paul Park tiene una superficie total de 9.28 km², de la cual 7.74 km² corresponden a tierra firme y (16.58%) 1.54 km² es agua.

## Demografía
Según el censo de 2010, había 5279 personas residiendo en St. Paul Park. La densidad de población era de 569,02 hab./km². De los 5279 habitantes, St. Paul Park estaba compuesto por el 88.54% blancos, el 3.28% eran afroamericanos, el 0.49% eran amerindios, el 3.66% eran asiáticos, el 0.04% eran isleños del Pacífico, el 1.86% eran de otras razas y el 2.14% pertenecían a dos o más razas. Del total de la población el 6.35% eran hispanos o latinos de cualquier raza.